# Gigante de Cardiff

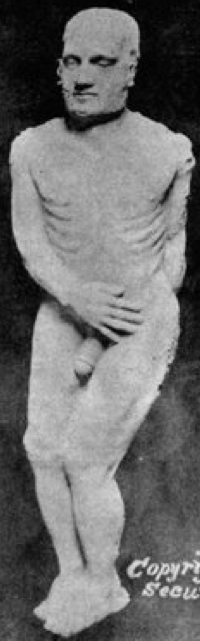
Fotografía del gigante.

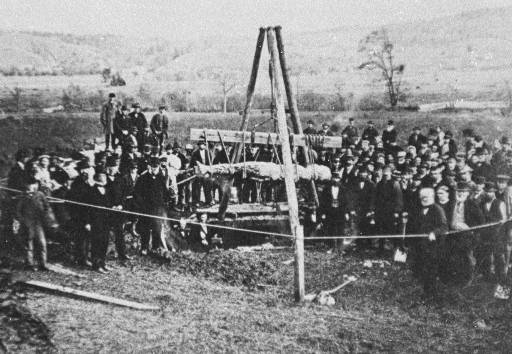
Fotografía tomada en 1869 en el momento en el que se desenterró el gigante de Cardiff.

El gigante de Cardiff fue un fraude perpetrado en 1869 por el estanquero George Hull, que mandó tallar una figura humana de 3,10 metros de altura a partir de un bloque de yeso, para luego enterrarlo y hacerlo descubrir por un constructor de pozos. La idea se le ocurrió después de mantener una discusión con un reverendo metodista, el cual sostenía que la Biblia debía interpretarse de manera literal, incluyendo el pasaje que dice:
«Había gigantes en la tierra en aquellos días».
Phineas Taylor Barnum intentó comprar el gigante por 60 000 $. Como no consiguió realizar la compra, encargó una réplica del gigante, afirmando que el original en realidad se trataba de un timo, e intentando hacer pasar su gigante por el verdadero.
Finalmente, se descubrió el engaño de Hull al encontrarse marcas de cincel en la estatua. En la actualidad el gigante de Cardiff se exhibe en el Museo de los granjeros de Cooperstown (Nueva York), y la réplica encargada por P. T. Barnum se encuentra en el Museo de maravillas mecánicas de Marvin, en Farmington Hills, Míchigan.

## Dimensiones del gigante
El gigante poseía las siguientes dimensiones:
- Estatura total: 310 cm
- Peso: 1.356 kg
- Longitud del pie: 53,34 cm
- Longitud de la nariz: 15,24 cm
- Anchura de la boca: 12,7 cm
- Distancia desde la barbilla hasta la parte superior de la cabeza: 53,3 cm
- Perímetro del cuello: 94 cm
- Anchura de hombros: 95 cm
- Longitud del brazo derecho: 155 cm

## Trascendencia cultural
Mark Twain escribió dos historias aludiendo al célebre fraude: La venus capitolina, en el mismo año de la farsa; se trata de una especie de relato teatral que incluso menciona a Barnum en el desenlace; y Un cuento de fantasmas de 1888, donde el innominado protagonista tiene una breve entrevista con el fantasma del supuesto gigante de Cardiff.